# Galliate
Galliate är en ort och kommun i provinsen Novara i regionen Piemonte i Italien. Kommunen hade 15 719 invånare (2018).